# 馬紹爾群島國家奧林匹克委員會
馬紹爾群島國家奧林匹克委員會（Marshall Islands National Olympic Committee）是馬紹爾群島的國家奧林匹克委員會。該組織成立於2001年，是國際奧委會和大洋洲國家奧林匹克委員會的成員。2008年，首次派員參加在中國北京舉行的夏季奧運會。
現時，馬紹爾群島國家奧林匹克委員會的總部設在馬久羅，主席是Mr Kenneth Kramer。 

## 資料來源
1. ↑  .   [2014-03-11]. （原始内容存档于2016-01-21）. （页面存档备份，存于）